# Here Comes the Sun (musikalbum)
Here Comes the Sun från 1971 är ett musikalbum av Nina Simone med covers av poplåtar. Inspelningen är gjord med stor orkester och bakgrundskör. Trots att det är covers är Simones versioner väsentligt annorlunda än originalen.

## Låtlista
1. Here Comes the Sun (George Harrison) – 3:34
2. Just Like a Woman (Bob Dylan) – 4:51
3. O-o-h Child (Stan Vincent) – 3:18
4. Mr. Bojangles (Jerry Jeff Walker) – 5:01
5. New World Coming (Barry Mann/Cynthia Weil) – 4:46
6. Angel of the Morning (Chip Taylor) – 3:32
7. How Long Must I Wonder (Weldon Irvine) – 6:20
8. My Way (Claude François/Jacques Revaux/Paul Anka) – 5:15

## Inspelningsdata
Inspelningarna är gjorda i RCA Studios, New York
9 februari 1971 (spår 3, 4)
12 februari 1971 (spår 2, 8)
17 februari 1971 (spår 1, 5–7)

## Musiker
- Nina Simone – sång, piano
- Corky Hale – harpa
- Orkester under ledning av Harold Wheeler